# Трюм

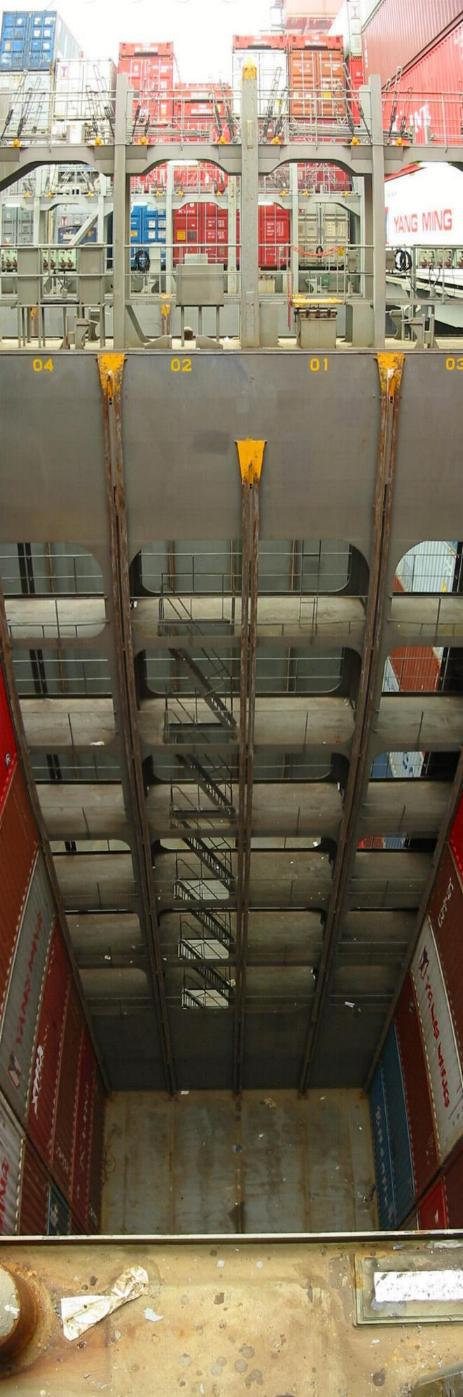
Приклад трюму контейнеровоза

Трюм (нід. truim, що сходить до het ruim — «приміщення», де het є визначеним артиклем), заст. інтрю́м — спеціальний простір всередині корпусу судна між днищем (або другим дном) і нижньою палубою (або платформою).
Трюми суден використовуються для розміщення вантажів (вантажні судна), суднових механізмів (машинні трюми), припаси тощо. Загальна кількість трюмів на судні залежить від його призначення та розмірів. На пасажирських суднах довжина трюму визначається умовами непотоплюваності. Для вантажних суден деякі класифікаційні товариства визначають кількість трюмів залежно від довжини судна та встановлюють максимальну довжину трюма. На рефрижераторних суднах, трюм із середини покривають теплоізоляцією, у вантажні трюми встановлюють вентиляційні системи та засоби для виявлення та гасіння пожеж. Завантаження та вивантаження вантажів, зазвичай, здійснюється через вантажні люки. Нумерація вантажних трюмів ведеться від носа судна до корми. Приміщення в корпусі, які розташовані вище трюму, називаються твіндеками.
Зі застарілою назвою «інтрюм» пов'язаний термін «глибина інтрюму» — один з головних розмірів дерев'яних кораблів, що вимірювався по міделю від внутрішньої обшивки біля кільсона (або від верхньої поверхні дерев'яної обшивки подвійного дна) до верхньої крайки бімса верхньої палуби.

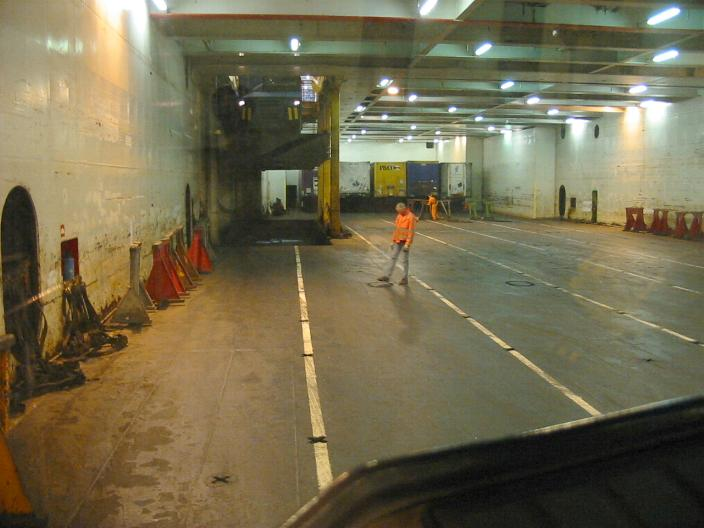
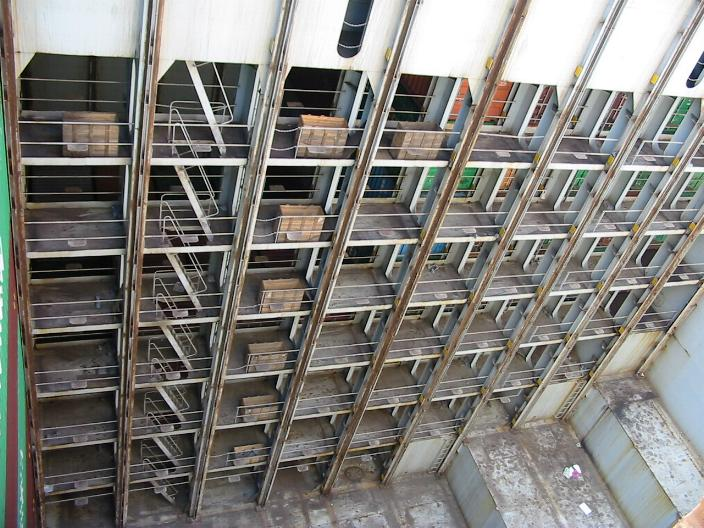
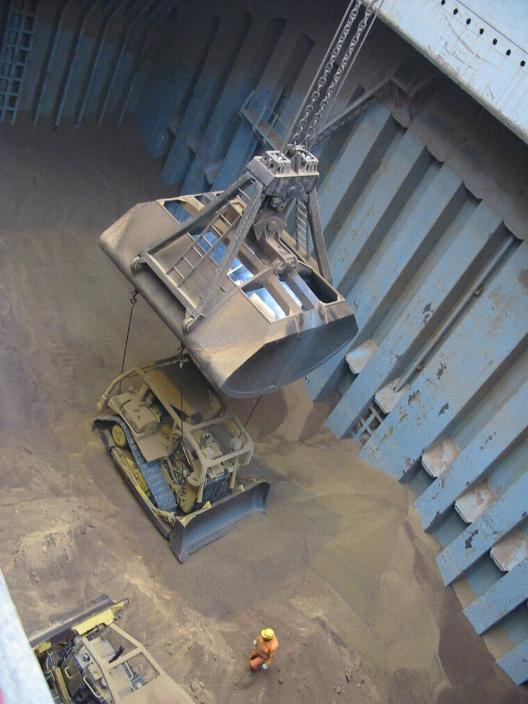
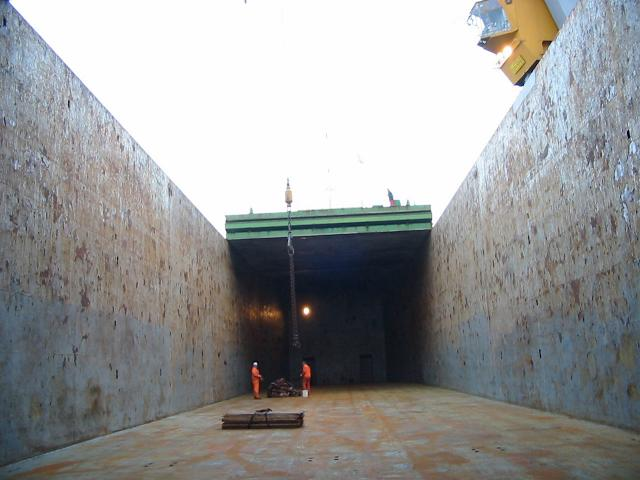